# When Dream and Day Unite
When Dream and Day Unite é o álbum de estreia da banda americana de metal progressivo Dream Theater, lançado em 1989 através da Mechanic/MCA Records. Esse é o único álbum da banda que conta com o vocalista Charlie Dominici, que foi substituído pelo vocalista James LaBrie. É também um dos únicos álbuns do Dream Theater que não possui a fonte característica na capa, assim como é o único antes de The Astonishing que não possui uma música mais longa que 10 minutos. Como na maioria de seus álbuns, não há uma música com o mesmo nome do álbum, mas a frase "when dream and day unite" aparece na faixa "Only a Matter of Time".
O disco foi preparado ao longo de três semanas no meio de 1988 nos estúdios Kajem/Victory em Gladwyne, Pensilvânia, onde fora gravado o Operation: Mindcrime do Queensrÿche.

## Recepção da crítica
When Dream and Day Unite não recebeu muita atenção quando foi lançado, mas devido o sucesso comercial do Images and Words, o álbum posteriormente recebeu resenhas e muitas críticas de diversas fontes. Robert Taylor do AllMusic criticou a capacidade da banda para escrever as músicas, mas afirmou que algumas de suas melodias são bastante agradáveis.
O álbum também produziu dois singles, "Status Seeker" e "Afterlife", cuja remixagens e edições para a rádio foram feitas por Terry Brown, responsável pela produção de alguns álbuns do Rush.

## Faixas
| N.º            | Título | Compositor(es)                  | Duração |  |
| 1.             | "A Fortune in Lies"                                                                                                   | John Petrucci                   | 5:12    |  |
| 2.             | "Status Seeker" | Charlie Dominici, John Petrucci | 4:15    |  |
| 3.             | "Ytse Jam" | (instrumental)                  | 5:43    |  |
| 4.             | "The Killing Hand" - I. "The Observance" - II. "Ancient Renewal" - III. "The Stray Seed" - IV. "Thorns" - V. "Exodus" | John Petrucci                   | 8:40    |  |
| 5.             | "Light Fuse and Get Away"                                                                                             | Kevin Moore                     | 7:23    |  |
| 6.             | "Afterlife" | Charlie Dominici                | 5:27    |  |
| 7.             | "The Ones Who Help to Set the Sun"                                                                                    | John Petrucci                   | 8:04    |  |
| 8.             | "Only a Matter of Time"                                                                                               | Kevin Moore                     | 6:35    |  |
| Duração total: | Duração total: | Duração total:                  | 51:25   |  |

## Pessoal
- Charlie Dominici — vocais, produção
- John Petrucci — guitarra, produção
- John Myung — baixo, produção
- Kevin Moore — teclados, produção
- Mike Portnoy — bateria, produção
- Joe Alexander — engenharia de áudio, mixagem.
- Terry Date — engenharia, mixagem, produção
- Brian Stover — assistência na engenharia
- Trish Finnegan — assistência na engenharia
- Steve Sinclair — produtor executivo